# Tahtib
Tahtib ou tahteeb (em árabe egípcio: تحطيب - taḥṭīb) é uma luta tradicional praticada no Egito, principalmente no Alto Egito, em que são utilizados bastões ou paus.

## O tahtib tradicional

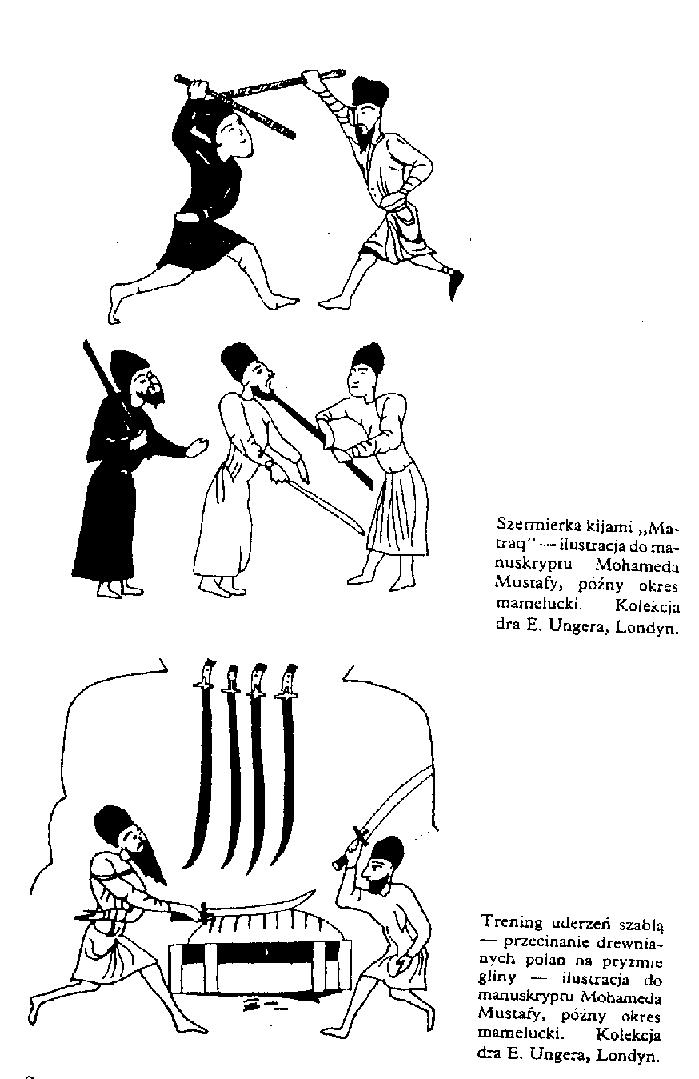
Uma cena de tahtib.

Hoje em dia, o tahtib tornou-se uma atividade lúdica, embora subsista ainda parte do simbolismo e dos valores do passado ligados à sua prática. Representado perante uma audiência, o tahtib consiste num breve confronto encenado sem violência entre dois adversários que empunham um pau e executam movimentos ao som de música tradicional. Este jogo exige um grande autocontrolo por parte dos lutadores, já que é proibido acertar no adversário. Esta arte tradicional é praticada por homens jovens e adultos pertencentes principalmente às comunidades do Alto Egito, em especial nas áreas rurais, onde os seus habitantes a exercitam diariamente e onde é considerada como um símbolo de virilidade.
As regras do jogo são baseadas em valores como respeito mútuo, amizade, coragem, força, cavalheirismo e orgulho. O tahtib é praticado em contextos sociais públicos e privados. Às vezes, as competições são organizadas para atrair novos jogadores, com torneios a serem disputados entre diferentes províncias, e que podem durar até uma semana ou mesmo mais. Essa prática cultural tradicional é transmitida para qualquer pessoa que queira aprender através de familiares ou vizinhos. O domínio técnico adquirido inspira confiança naqueles que participam no tahtib e no facto de o representarem perante as suas comunidades, o que lhes confere um sentimento de orgulho. Este jogo também ajuda a fortalecer os laços familiares e a promover boas relações entre as comunidades.
Os bailarinos usam calças brancas e galabiyes (uma galabiya é uma espécie de caftane longa ou egípcia no Egito, com uma manga longa e reta, usada em volta do pescoço), de cores bem opostas, uma peça na cabeça usada como um turbante, mas com as extremidades que caem até quase à cintura, e sandálias ou botas.
O tahtib foi integrado pela UNESCO em 2016 na lista representativa do Património Cultural Imaterial da Humanidade, com o título "tahtib, jogo com bastões".

## O tahtib moderno
Além do tahtib tradicional egípcio, existe uma versão moderna, surgida em 2014 . Assente em parte nos códigos do tahtib tradicional, o moderno diferencia-se por uma prática mista (homens e mulheres são admitidos nos mesmos combates, sem distinção de categorias). Alguns instrumentos musicais tradicionais são substiuídos por tambores, e os aspetos ligados à dança e À virilidade da sedução das mulheres são substituídos por valores mais marciais e coletivos. É igualmente graças ao moderno tahtib que são introduzidas as tashkilas, formas codificadas de combate, como os "kata" no karaté ou os "taolu" no kung fu.